# Norges Klatreforbund
Der Norges klatreforbund (NKF, deutsch Norwegischer Kletterverband) wurde 1992 gegründet. Er hat das Ziel, den Klettersport in Norwegen zu fördern und den norwegischen Klettersport international zu vertreten.
Der Norges klatreforbund ist ein Spezialverband im Norwegischen Sportverband und im olympischen und paralympischen Komitee. Er ist seit 1993 Mitglied des Internationalen Kletterverbandes (UIAA), des Internationalen Sportkletterverbandes (IFSC), des norwegischen Bergsportforums und der gemeinsamen Organisation für das Leben im Freien (FRIFO) sowie seit 2017 Mitglied in der EUMA.